# Ischiolepta pusilla
Ischiolepta pusilla är en tvåvingeart som först beskrevs av Fallen 1820.  Ischiolepta pusilla ingår i släktet Ischiolepta och familjen hoppflugor. Arten är reproducerande i Sverige. Inga underarter finns listade i Catalogue of Life.